# Inezia (plant)
Inezia is een geslacht uit de composietenfamilie (Asteraceae of Compositae). The Plant List en de Global Compositae Checklist erkennen twee soorten: Inezia integrifolia (Klatt) E.Phillips en Inezia speciosa Brusse.  